# Lester B. Pearson School Board
Das Lester B. Pearson School Board (LBPSB, frz. Commission scolaire Lester-B.-Pearson) ist eine staatliche Schulbehörde in der kanadischen Provinz Québec. Sie ist für die Organisation des englischsprachigen Schulunterrichts im Westen der Verwaltungsregion Montreal und in angrenzenden Gebieten zuständig. Namensgeber ist der frühere Premierminister Lester B. Pearson.

## Organisation
Am 1. Juli 1998 erfolgte im Zuge der laizistischen Schulreform in Québec die Gründung des EMSB. Mit dieser Reform wurden die bisher konfessionell getrennten Schulbehörden aufgelöst und durch neue ersetzt, die nach sprachlichen und geographischen Kriterien definiert sind.
Der LBPSB beaufsichtigt 39 Grundschulen, zwölf Sekundarschulen, vier Berufsschulen und zwei Einrichtungen für Erwachsenenbildung. 4.000 Angestellte betreuen rund 28.000 Schüler. 21 Schulräte, die von den Einwohnern des betreuten Gebiets gewählt werden, beaufsichtigen die Schulbehörde, wobei drei Räte exekutive Funktionen innehaben.
Das Einzugsgebiet umfasst:
- 5 Bezirke der Stadt Montreal: Lachine, LaSalle, L’Île-Bizard–Sainte-Geneviève, Pierrefonds-Roxboro, Verdun
- 9 eigenständige Gemeinden in der Verwaltungsregion Montreal: Baie-D’Urfé, Beaconsfield, Dollard-Des Ormeaux, Dorval, Kirkland, L’Île-Dorval, Pointe-Claire, Sainte-Anne-de-Bellevue, Senneville
- 23 Gemeinden in der regionalen Grafschaftsgemeinde Vaudreuil-Soulanges

## Weitere Schulbehörden in Montreal
- Commission scolaire de Montréal
- Commission scolaire Marguerite-Bourgeoys
- Commission scolaire de la Pointe-de-l’Île
- English Montreal School Board